# Јавља ми се из дубине душе
Јавља ми се из дубине душе српска је хумористичко-ситуациона телевизијска серија чији је творац и сценариста Вања Булић. Премијера серије је била 3. фебруара 2007. године на каналу Кошава.

## Радња
Радња прати бившу фолк певачицу, сада Пророчницу Ружу (Нада Блам) и њеног менаџера и дечка Душка (Дејан Луткић), који су власници Агенције за прорицање судбине, производњу и промет специјалних материјала.
Полицајци на лову у мутном, новокомпоновани бизнисмени, пропали љубавници и други ликови желе да реше животне проблеме посетом Агенцији, у коју долази и Мала Ружа (Мина Лазаревић), која ће касније преотети дечка Пророчици.
Од живописних ликова ту су Ружин бивши менаџер који жели да је врати на Ибарску магистралу, чистачица Роса која стално уводи ред у Агенцију, те Душкова бивша девојка са ратишта коју је оставио у другом стању.